# Naubolus pallidus
Naubolus pallidus là một loài nhện trong họ Salticidae.
Loài này thuộc chi Naubolus. Naubolus pallidus được Cândido Firmino de Mello-Leitão miêu tả năm 1945.